# Mięsień rzęskowy
Mięsień rzęskowy (łac. musculus ciliaris) – mięsień zbudowany z włókien okrężnych, promienistych i podłużnych wchodzący w skład ciała rzęskowego. Zmiana napięcia mięśni rzęskowych powoduje zmianę kształtu (uwypuklenia) soczewki oka.
Włókna południkowe mięśnia są położone bardziej zewnętrznie – jest to tzw. mięsień Brückego. Włókna okrężne są położone wewnętrznie – mięsień Müllera. Włókna łączą się z soczewką poprzez tzw. więzadełka rzęskowe Zinna tworząc razem obwódkę rzęskową. 
Skurcz mięśni Brückego, czyli zewnętrznie położonych włókien południkowych, powoduje napięcie więzadełek Zinna. Soczewka wtedy staje się bardziej płaska, co pozwala na widzenie w dali. Z kolei skurcz mięśni Müllera, wewnętrznie położonych włókien okrężnych, powoduje ich rozluźnienie, soczewka dzięki swojej strukturze staje się bardziej wypukła i pozwala na ostre widzenie w bliży.
Mięsień rzęskowy jest mięśniem gładkim unerwionym autonomicznie i pracującym cały czas. Nerwami kierującymi akomodacją do bliży (mięśniem Müllera – okrężnym) są włókna przywspółczulne pozazwojowe pochodzące ze zwoju rzęskowego (włókna przedzwojowe pochodzą z jądra przywspółczulnego nerwu okoruchowego).
Nazwa eponimiczna włókien południkowych mięśnia rzęskowego upamiętnia austriackiego fizjologa Ernsta Wilhelma von Brücke, natomiast nazwa włókien okrężnych – niemieckiego anatoma Heinricha Müllera, podobnie jak również nazywany mięśniem Müllera mięsień oczodołowy.